# Acromyrmex striatus
Acromyrmex striatus là một loài kiến xén lá sống ở miền Trung-Nam Mỹ.
Đây là một loài trong tông Attini, phân họ Myrmicinae. Là kiến xén lá, Acromyrmex striatus cắt xén cây cỏ cho việc trồng nấm. Ấu trùng và kiến chúa ăn nấm, gồm kiến thợ chủ yếu ăn nhựa của lá cây.
Kiến thợ A. striatus có nhiều kích cỡ khác nhau, những con lớn nhất đạt 6,5 mm. Điều này giúp đàn có thể thực hiện nhiều công việc khác nhau một cách hiệu quả.